# Skyddsskor
Skyddsskor är skor eller stövlar som tillverkas i syfte att användas som skydd mot skade- och hälsorisker. Skyddsskor kan vara designade att skydda bäraren mot till exempel kross- och klämskador eller för att minska halkrisken. Skyddsskor kan vara utrustade med stålhätta för att skydda tårna. Det finns olika kategorier av skyddsskor:
- Skyddsskor är märkta SB om de uppfyller baskraven på design, utförande, material, halksäkerhet och tåskydd. Tåskyddshättan skall alltid tåla en belastning på minst 200 J. Skyddar skorna även mot andra risker, såsom spiktrampskydd, antistatiska sulor eller kemikalier så finns det tilläggsmärkning med S1-S5.
- Lätta skyddsskor är märkta PB om de uppfyller baskraven och tåskyddshättan klarar minst 100 J. Skyddar skorna även mot andra risker märks de med P1-P5.
- Yrkesskor saknar tåskyddshätta, men skyddar mot en eller flera andra risker. Uppfyller de baskraven är de märkta O, och om de skyddar mot andra risker också är de märkta med O1-O5.

Dessutom finns det andra yrkesspecifika skyddsskor, med egna regler, exemplevis för brandmän, svetsare och gjuteriarbetare.